# Gordie Hall
Gordon Randall Hall, detto Gordie (Long Beach, 27 novembre 1935), è un ex pallanuotista statunitense.
Ha fatto parte della Stati Uniti ai Giochi di Roma 1960, giocando nel ruolo di portiere.
Ha vinto una medaglia d'argento ai Giochi Panamericani del 1963.
Nel 2000, è stato inserito nella USA Water Polo Hall of Fame.